# ییرژی کرامپل
ییرژی کرامپُل (به چکی: Jiří Krampol؛ ۱۱ ژوئیهٔ ۱۹۳۸ – ۲۶ ژوئیهٔ ۲۰۲۵) بازیگر اهل جمهوری چک بود. وی از سال ۱۹۵۸ تا سال ۲۰۱۵ میلادی، مشغول فعالیت بوده‌است.
از جمله فیلم‌ها یا برنامه‌های تلویزیونی که وی در آن‌ها نقش داشته‌است، می‌توان به عملیات سپیده‌دم و رؤیاهای ممنوعه اشاره کرد.